# Akropolis, Aten
Akropolis är en akropol, en antik del av staden Aten beläget på en cirka 150 meter hög klippa i Plaka.
Akropolis är 350 meter lång till sin längsta kant, 156 meter högt och 170 meter brett, även om dess form är ojämn och irreguljär. Ursprungligen var delar av klippan över trettio meter höga och krönta av en ringmur, men klippans höjd har ökat med tiden på grund av konstant bebyggelse. Även den södra sidan är markerad av klippiga utbuktningar och branta sluttningar. Klippformationen är en heterogen blandning av sedimentära bergarter som utgörs av skiffer, sandsten, märgel och konglomerat. Akropolisklippan utmärker sig med en kuperad terräng. Akropolis utmärker sig med flera historiskt, arkeologiskt och arkitektoniskt viktiga byggnader som kan dateras tillbaka till 400-talet f.Kr. Platsen med dess monument utgör en temenos, en avgränsad landyta tillägnad en kult eller hjälte, där de största helgedomarna på Akropolis är tillägnade gudinnan Athena som var stadens skyddsgudinna.

## Etymologi
Ordet Akropolis härrör från grekiskans ἄκρον (akron; högsta punkt) och πόλις (polis; stad) vilket kan tolkas som ”stadens högsta punkt” . Konceptet av ett ”akropolis”, det vill säga befästa kullar med tempel och administrativa byggnader, var inte unik till Aten, utan flera andra antika grekiska stadsstater hade ett ”akropolis”. På svenska brukar dessa dock kallas akropoler, medan det egentliga grekiska ordet ”Akropolis” reserveras till akropolen i Aten, då den var den främsta av akropoler i både storlek och kulturell betydelse. (se Akropol).

## Historia

### Mykensk tid
Atens Akropolis har använts av människor ända sedan den yngre stenåldern, ca 3000 f.Kr., vilket påvisas av arkeologiska fynd. Akropolis befästes av mykeerna ca år 1270 f.Kr. som lät resa en ringmur runt bergskrönet. Denna ringmur byggdes med en Mykensk byggstil som kallas cyklopiskt murverk. Som är när man bygger med massiva kalkstenar som är grovt monterade på varandra. Det finns även arkeologiska lämningar som tyder på att en megaron kan ha anlagts ungefär samtidigt som när ringmuren restes. De kvarlevande resterna från den mykenska perioden som kan ses än idag på Akropolis är delar av muren öster om Propyléerna. Senare, under den mykenska perioden, 1600–1000 f.Kr., fick klippan stor betydelse som ett av de centra som anlades runt om i det mykenska Grekland.  Förutom att vara en befästning utgjorde Akropolis en kultplats. Efter det mykenska samhällets tillbakagång och antagna kollaps runt år 1190 f.Kr., som ibland kallas för ”de mörka århundradena” (ett begrepp kritiserat av moderna historiker) på grund av otillräckligt källmaterial, upphörde all nybyggnation på Akropolisklippan.

### Arkaisk tid
Inte mycket är känt om Akropolis utformning innan den arkaiska perioden. I mitten av 500-talet f.Kr. tog tyrannen (envåldshärskaren) Peisistratos (ca 607-527 f.Kr.) makten över Aten. Hans regeringstid som började 561 f.Kr. präglades av storskaliga tempelbyggen och en utveckling av handel och ekonomi som möjliggjordes av hans fredsinriktade utrikespolitik. Han instiftade dessutom de stora panateniska festspelen, även kallade Panathenaia. Tillgängligheten till Akropolis förbättrades genom byggandet av en stor ramp. Rampen var inte endast ämnad för stadens invånare utan även för att förenkla transporten av djur som offrades på diverse altare uppe på Akropolis.
Han uppförde även en entrébyggnad, en så kallad propylaea, samt ett tempel kallad ”Förparthenon” som var beläget under det nuvarande Parthenon och sägs ha varit smyckad med reliefer av ormar.
Ett tempel uppfördes under arkaisk tid tillägnat gudinnan Athenas aspekt Athena Polias, stadens skyddsgudinna. Templet brukar kallas ”Det gamla templet (till Athena Polias)”, Arkhaios naos, (grekiska för ‘uråldrigt tempel’), eller ”Dörpfeldtemplet”, (efter arkeologen Wilhelm Dörpfeld som grävde ut templet 1885). Templet tros ha byggts till sin slutgiltiga form omkring 529–520 f.Kr., men arkeologiska fynd tyder på att det funnits tempel på samma plats sedan tidigare. Dessa Arkeologiska fynd utgörs av stora stolphål från de massiva träkolonnerna som en gång burit upp takkonstruktionen av den antika tempelbyggnaden. Då det fortfarande är oklart hur många reinkarnationer av det gamla Athena Polias templet som en gång stått på Akropolis, visar dessa stolphål att minst en föregångare en gång funnits på platsen. Den centrala kultbilden i det gamla templet ska ha varit en xoanon, en uråldrig olivträstaty avbildande Athena Polias som årligen under festivalen Panathenaia fick nya kläder av äkta textil. Utanför templet till Athena Polias stod ett altare placerat mot öst som utgjorde centrum för kulten kring Athena. Altaret användes främst under de Panatheneiska festspelen, då offerdjur skulle offras till gudinnan. Den panatheneiska processionen avslutades med att vävnaden, peplos, byttes på den heliga kultstatyn av Athena Polias som stod i det gamla Athenatemplet.
Utöver dessa monumentala byggnader uppförde Peisistratos flera små byggnader varav vissa tjänade funktionen som skattkammare. Dock finns det idag nästan inget bevarat av de tidiga templen. Arkeologiska fynd så som votivgåvor med inskriptioner visar att kulten kring gudinnan Athena har långa anor.
Efter den grekiska segern i slaget vid Marathon år 490 f.Kr. påbörjades konstruktionen av ett nytt monumentalt tempel på den plats där Parthenon sedan skulle komma att uppföras. Arkeologiskt material i form av ofärdiga kolonntrummor som sedan återanvändes i Akropolis mur tyder på att detta tempel inte hann färdigställas innan den persiska förstörelsen av Aten år 480 f.Kr. Det är därför omdiskuterat hur mycket av templet som stod kvar efter branden 480 f. Kr. i samband med plundringen. Parthenon byggdes upp igen mellan 447 och 438 f.Kr. Det gamla Athenatemplet, som också förstördes av perserna, återuppbyggdes inte och ingen ny byggnad uppfördes ovanför. Enligt Ferrari stod det gamla Athenatemplets ruiner kvar som krigsmonument. Andra menar att ruinerna förstördes under en brand 406 f.Kr. Arkeologen Henrik Gerding menar däremot att det gamla Athena Polias- templet flyttas till Erechtheions västra cella från platsen för det nu raserade gamla Athena Polias- templet. Istället används området söder om Erechtheion som en utökad samlingsplats för den stadigt växande folksamlingen vid den panatenaiska processionen. 

### Klassisk tid
Innan det avgörande slaget vid Plataiai 479 f.Kr. sägs det att de grekiska allierade styrkorna ingick en ed, kallad eden vid Plataiai, där de bland annat kom överens om att inte återuppbygga de tempel och dylikt som bränts ner under persernas fälttåg. Samtliga stater sägs ha skrivit under på det här, vilket skulle resultera i en lång debatt mellan grekerna för att slutligen resultera i Akropolis uppbyggelse. De ruiner som stod kvar skulle bli monument för grekernas ståndaktighet och persernas barbari. 
Det är dock omdebatterat huruvida denna ed faktiskt avlagts eftersom inga samtida källor nämner den, det närmsta exemplet vi kommer är Theopompos av Chios som kritiserar eden runt 300 f.Kr.  
Gloria Ferrari menar genom att hänvisa till Lykurgos av Athens tal på Leocrates rättegång att Athenarnas moral och pliktkänsla tyder inte bara på att en sådan ed ska ha avlagts utan även att athenarna stått fast vid den och på så vis inte återuppbyggt Athena Polias tempel. Då Lykurgos var samtida med kriget skulle ruinerna av Athena Polias tempel dessutom stått kvar vid den här tidpunkten argumenterar Ferrari, vilket i sin tur tyder på sanningshalten i Lykurgos ord – varför argumentera om något som hade kunnat motbevisas av att endast titta upp mot Akropolis?
Den atenske politikern Kallias ska ha förhandlat med den persiske storkonungen och dessa förhandlingar ska ha mynnat ut i ett fredsfördrag, den s.k. Kalliasfreden 449 f.Kr. Huruvida detta fördrag existerade eller inte är en tvistefråga. Fördraget nämns först av Isokrates ca 380 f.Kr., nästan hundra år efter att eden ska ha svurits.
Efter Kalliasfreden inleds ett storskaligt byggprogram av Perikles (ca 495–429 f.Kr.) som beordrade uppförandet av ett flertal byggnader. Den påföljande perioden, den knappt tjugoåriga fredstiden mellan Kalliasfreden och peloponnesiska krigets utbrott 431 f.Kr., kallas ibland för atensk guldålder, med vilken förknippas Perikles påkostade byggprojekt. Det var en tid av atensk dominans i den grekiska världen, och de stora arkitektoniska satsningarna finansierades delvis med hjälp av intäkter, och i vissa fall tribut under hot, från det Delisk-attiska sjöförbundet, en försvarsallians i vilken ingick många grekiska stadsstater, med Aten som dominerande aktör. Detta blev som mest tydligt då förbundets gemensamma kassa som befunnit sig på ön Delos efter 453 f.Kr. flyttas till Aten och i princip börjar fungera som statskassa.
Byggnader, skulpturer och skatter tillägnade gudarna sågs som gudarnas egendom även efter att de förstörts. Att föra bort dessa objekt från helgedomen ansågs vara helgerån. Detta ledde till att man återanvände så mycket av materialet från de gamla förstörda templen som man kunde, vilket bland annat kan ses i murarna. Det som inte gick att använda begravdes ceremoniellt inom Akropolis. Det var dock acceptabelt att ta ner de guldbesmyckade delarna och återanvända dem vid nödsituationer.
Parthenon uppfördes av arkitekterna Iktinos och Kallikrates mellan ca 447–438 f.Kr. och tolkas som en votivgåva till gudinnan Athena Parthenos (jungfrun). Parthenon cella inhyste en staty av Athena Parthenos, som var gjord i guld och elfenben, 9 meter hög. Framför henne stod statyer av Nike som var ytbehandlade med guld. Ifall det var ekonomiska problem, kunde man bryta av bitar och smälta ner guldet. Här ser man den nära relationen mellan ekonomi, religion och självförsörjande vilket var framträdande i grekisk kultur.  Parthenon fungerade således både som skattkammare och tempel tillägnat Athena Parthenos, till skillnad från det andra templet som var tillägnat Athena Polias (staden). Grekiska gudar hade ofta olika epitet som uppmärksammade olika aspekter av deras väsen och därför var det inget märkvärdigt att ha två olika Athena- tempel invid varandra. Parthenon är uppförd i dorisk ordning men har vissa ovanliga drag, exempelvis hade den åtta kolonner i kortsidorna istället för sex stycken vilket var normen. Dock indikerar de sjutton kolonnerna längs långsidorna att man bibehållit delar av den normativa formen. Parthenon byggdes på samma ställe som det ofullbordade förparthenon. En känd kvarleva från Parthenon templet är frisen som ska ha varit 160 meter lång, men 128 meter är vad som kvarstår idag och ska ha skulpteras ca 443 och 437 f.Kr. Då man inte i dag vet helt vad den ska berätta, antyder man att en del av den visar förberedningar inför en gudomlig offring till Athena.
Propyléerna uppfördes 437–432 f.Kr. av arkitekten Mnesikles på samma plats som Peisistratos entrébyggnad stått. Propyléerna blev nu både större och fick en mer öppen planlösning med flyglar som sträcktes ut mot besökaren. Denna ceremoniella entrébyggnad in till Akropolis var även unik i det faktum att denne hade byggts i en kombinerad dorisk och jonisk stil. Byggnaden skall inte ha blivit helt klar då det avbröts av det peloponnesiska kriget.
Vid sidan om Akropolis Propyléerna stod en bronsåldersbyggnad, en bastion som användes för att avfyra projektiler gentemot inkommande fienders oskyddade sida. När denna byggnad tappade sin funktion i senare bronsålder byggde man om den till en helgedom till Athena Nike (av seger). Denna helgedom bestämdes att byggas någonstans mellan 430-talet och 410-talet, men uppfördes först på sent 410-tal på grund av det Peloponnesiska krigen. Kallikrates anförtroddes som dess arkitekt, och producerade en jonisk byggnad med fyra kolonner på framsidan och baksidan. Pedimenten visade scener som påminner om de i Parthenon, Strider mellan Greker och Amazoner, Strider mellan Gudar och Giganter, däremot är dessa pediment dåligt bevarade. Athena Niketemplet hade också en jonisk fris, som på den östra sidan visar en samling av gudar. Till skillnad från Parthenon visar en sida en strid mellan Greker och Perser, troligtvis striden om Platea år 479. Man installerade också ett bröstvärn som skydd mot fallrisk, då kanten som vände sig mot Klippavsatsen var small.
Erechtheion uppfördes mellan 421 och 406 f.Kr. i den norra delen av Akropolis och är en jonisk byggnad med oortodox planlösning. Den mest oortodoxa detaljen var en veranda belägen på den södra väggen vars platta tak hölls upp istället för ordinarie kolonner av de s.k. karyatiderna, sex stycken kvinnostatyer. I denna byggnad återfinns Athena Polias kultstatyn, Athenas heliga olivträd samt Poseidons saltvattenskälla. Skulptören Fidias, Atens främsta skulptör vid den tiden spelade en stor roll i byggprogrammet och översåg troligen utförandet av andra skulpturer och reliefer som prydde de nya byggnaderna på Akropolis. En av Fidias mest framstående verk var Athena Promachos, en bronsstaty som var upp till nio meter hög, var belägen ca 40 meter från porten och avbildade Athena, beväpnad och i full rustning. Promachos betyder ”strider främst i ledet” och statyn är troligen ett krigsmonument från perserkriget. Den uppfördes omkring 450-talet f.Kr. och sades av den grekiske geografen Pausanias ha varit synlig för skepp som seglade till Aten. Under den Panatheneiska processionen från Dipylonporten till Akropolis ska det ha varit möjligt att se Erechtheion uppe på akropolen.

### Tidigmodern- och modern tid
Under de kommande århundradena byggdes ett flertal nya byggnader upp på Akropolis som (exempelvis  tornet ”Frankypyrgos” vilket tros ha byggts mot slutet av 1300-talet e.Kr.) som idag inte står kvar. 
Antikens slut och övergången från grekisk polyteism som huvudsaklig tro till kristendom innebar inte slutet av Akropolis betydelse och användning, utan det kom att användas som en del av Atens administrativa centrum. Parthenon omvandlades till en kyrka under senantik tid och sedan till en katolsk kyrka under det latinska riket och slutligen som moské under det Osmanska riket. 
Parthenon skadades i en explosion 1687 under striderna mellan Venedig och det Osmanska riket under belägringen av Aten. Explosionen orsakades av att en kanonkula träffade ett av osmanernas krutförråd som var beläget i templet.
Ruinen ingår i ett restaureringsprogram som har pågått sedan början av 1900-talet. Arkeologiska utgrävningar av Akropolis började under 1830-talet men ingen systematisk dokumentation gjordes förrän 1885. Den tyska arkeologen Wilhelm Dörpfeld var mannen som först under sent 1800-tal upptäckte ruinerna av det gamla Athena Polias-templet och bidrog med tolkningen att de ruiner han hittat tillhörde just detta tempel. Dörpfeld deltog i de grundliga utgrävningarna på Akropolis mellan 1885 och 1890. Akropolis grävdes ut till berggrunden och de systematiska utgrävningarna avslutades 1890. Under 1800-talet pågick ett röjningsarbete som bara lämnade de klassiska byggnaderna på platsen.

## Mytologin
Akropolis var oerhört viktig för de antika grekerna, och var en källa till stolthet för invånarna i det antika Aten. Atenarna trodde att de kommit direkt från jorden och därmed härstammar från Akropolis, en idé kallad autoktoni, i kontrast till andra greker som hade myter om var de slagit sig ned och sedan byggt upp ett samhälle. Anledningen till att Aten ses som Athenas stad beror på den antika myten om hur Poseidon och Athena tävlade om att bli Atens skyddsgud. Guden som presenterade den mest fördelaktiga gåvan till staden fick äran att vara dess beskyddare. Athena gav dem det första olivträdet som visade sig vara mer fördelaktigt för folket än saltkällan som Poseidon skapade på Akropolis med hjälp av sin treudd. Detta olivträd står i byggnaden Erechtheion, tidigare i Athena Polias templet. Erechtheion har fått namnet efter Erechtheus som föddes ur Atens jord när guden Hefaistos försökte förgripa sig på sin syster Athena som avvisade honom. Hefaistos ejakulerade på Athenas lår, varpå hon torkade av sädesvätskan som hamnade på marken. Så föddes ur jorden Erechtheus av moder jord, gudinnan Gaia. Från Erechteus kom sedan atenarna och därför finns denna tro att atenarna som folk kommit från jorden på Akropolis.
En viktig högtid som hölls på Akropolis var Panathenaia. Under festivalen gick en procession bestående av offerdjur samt andra deltagare från de olika samhällsgrupperna i Aten genom staden upp till Akropolis där en så kallad peplos, ett vanligt samtida klädesplagg, i en ceremoni kläddes på xoanon, olivträstatyn av Athena Polias. Dräkten hade sytts av unga kvinnor från atenska adelsfamiljer under året med syftet att pryda Athenas kultstaty under det kommande året, fram tills nästa festival. En tolkning är att detta finns avbildat på Parthenonfrisen. Connellys teori om att den snarare avbildar en mytologisk scen är övertygande. Vart fjärde år ackompanjerades festivalen av de panatenska festspelen där tävlingar i olika sporter, musik och recitation hölls. Från mitten av 500-talet gav atenarna en panatensk amfora, en sorts keramikvas, innehållande olivolja till vinnaren av de panatenska festspelen. Denna amfora var i svartfigurig stil och hade Athena avbildad på ena sidan och en scen från den grenen man vunnit i på den andra. Stilen på dessa amforor förblev svartfigurig även efter att den rödfiguriga keramiken hade tagit över mot slutet av 500-talet.
Akropolisklippan är idag öppen för besökare.

## Karta över byggnader

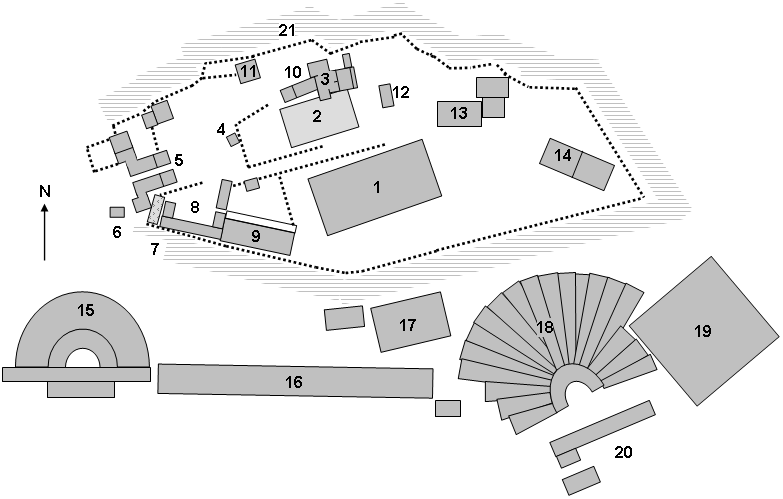
Karta över byggnaderna på Akropolis.

1. Parthenon – uppförd åren 447–432 f.Kr.
2. Gamla Athenatemplet
3. Erechtheion – uppförd åren 421–406 f.Kr., joniskt tempel
4. Athenastatyn
5. Propyléerna – uppförd åren 437–433 f.Kr., portalerna till klippan
6. Athena Niketemplet – uppförd cirka 420 f.Kr.
7. Eleusinion
8. Artemis Brauronias helgedom
9. Chalkotheke
10. Pandroseion
11. Arrephorion
12. Atenas altare
13. Zeus Poleius
14. Pandion
15. Herodes Atticus odeion – uppfört på 160-talet e.Kr.
16. Eumenesstoan
17. Asklepieion
18. Dionysosteatern – teater från ca 400 f.Kr.
19. Perikles odeon
20. Dionysosteaterns temenos
21. Aglaureion

Se även Artemis temenos – helgedom vigd åt Artemis, jaktens gudinna och Augustus- och Rom-templen – cirkulära byggnader tillägnade romarriket.

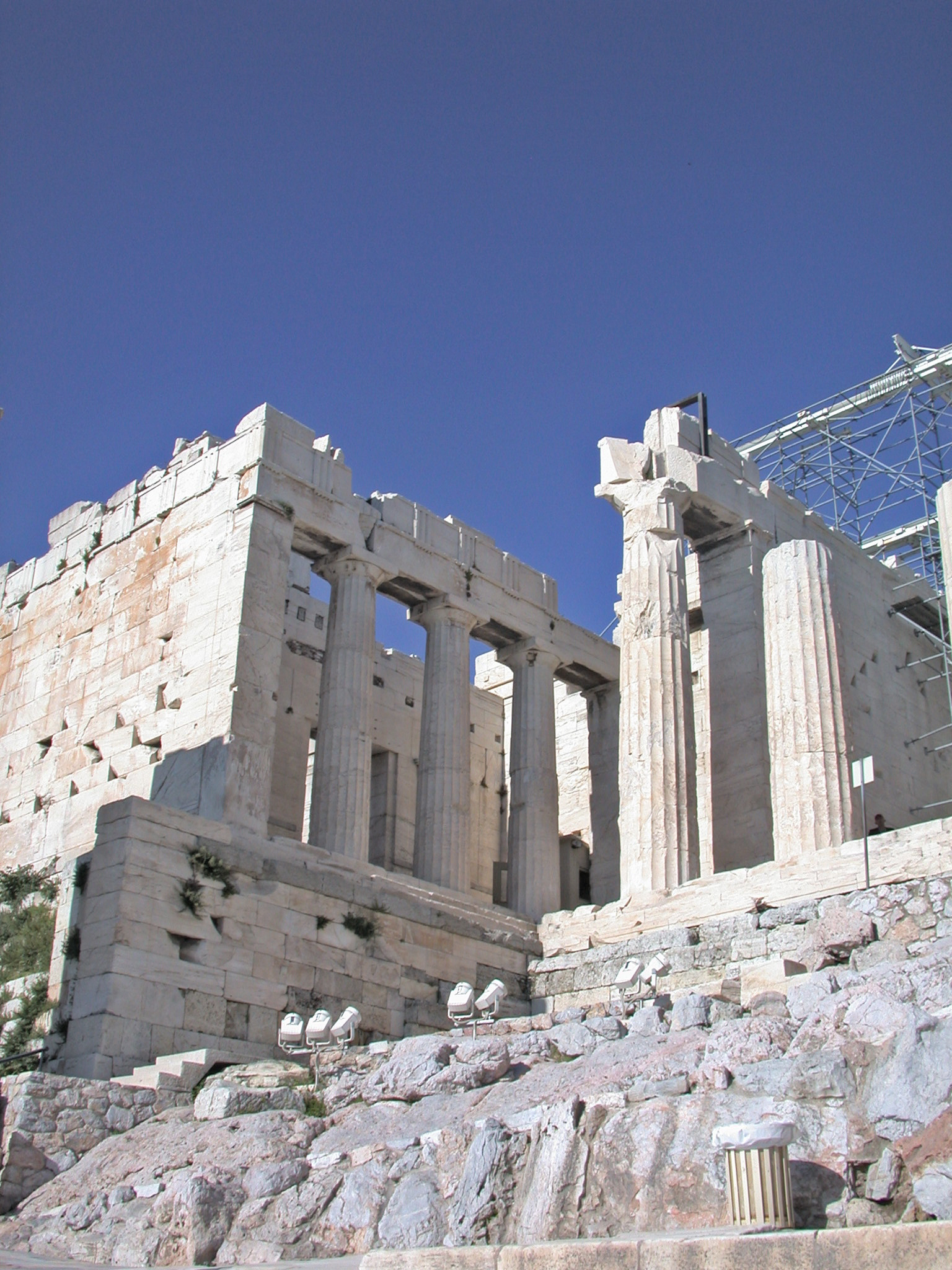
Propyléerna.
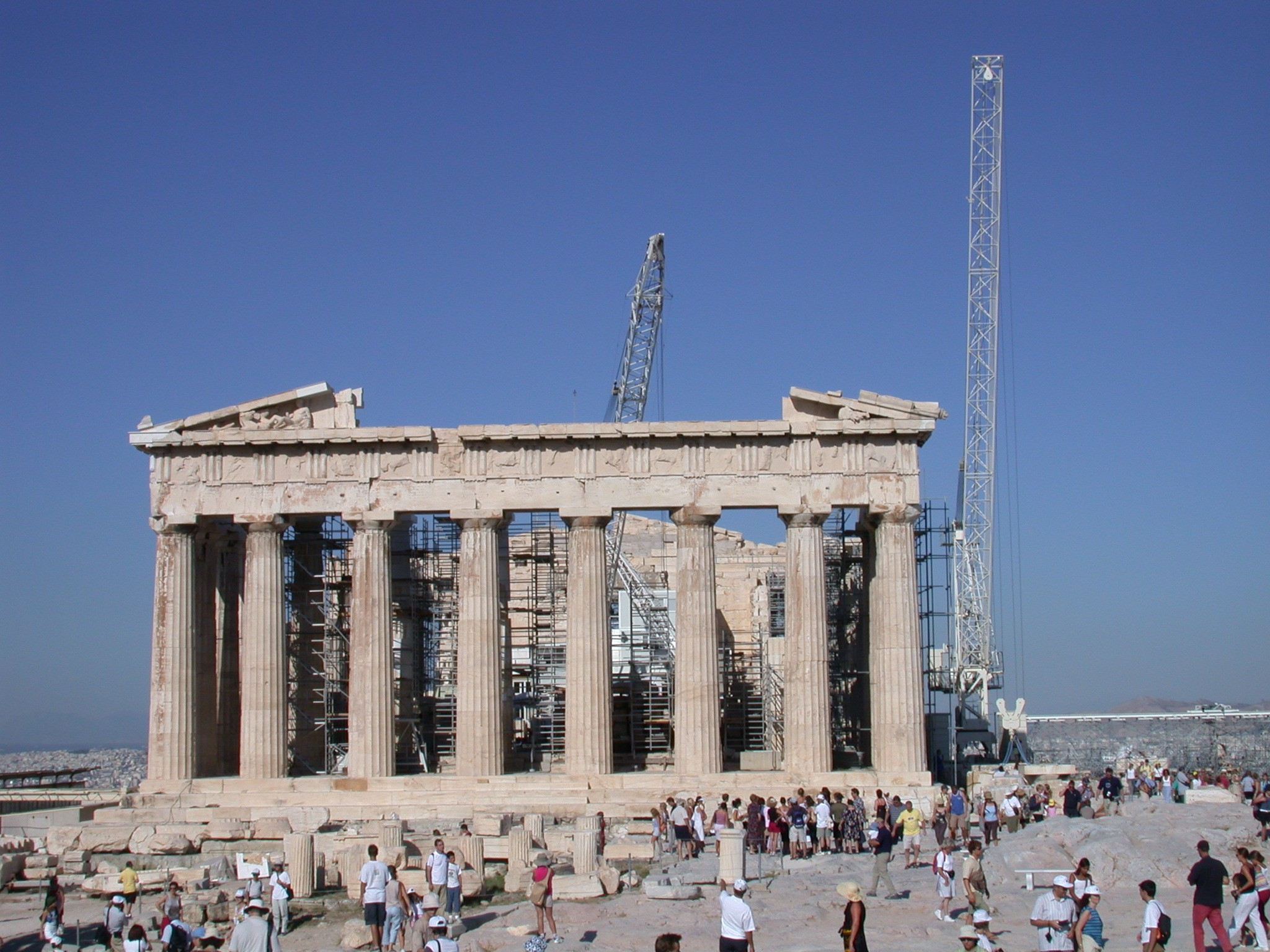
Parthenon.
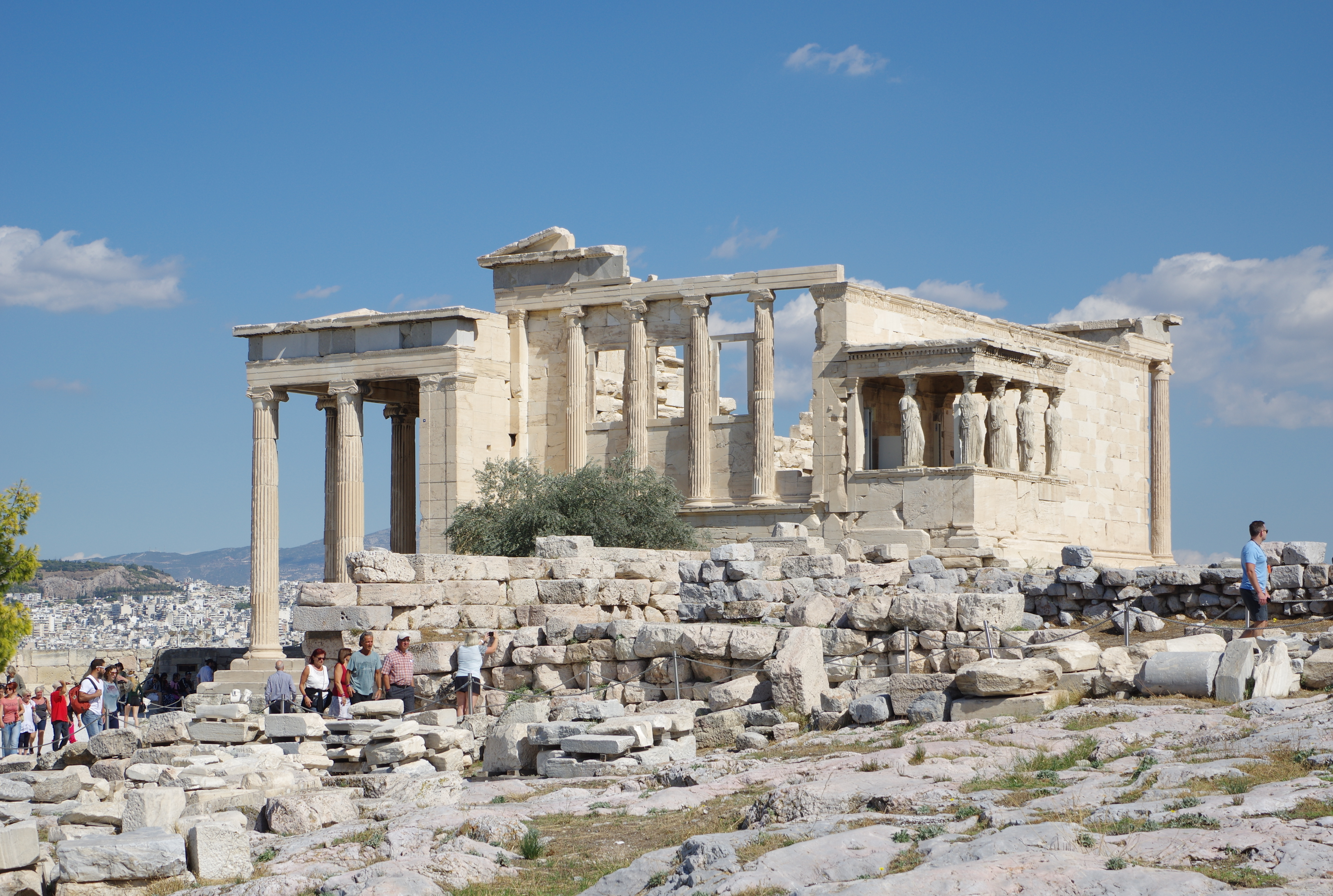
Erechtheion.